# Medolago
Medolago [medoˈlaːɡo] (Medolàgh [mɛdoˈlak , mɛduˈlak] in dialetto bergamasco) è un comune italiano di 2 381 abitanti della provincia di Bergamo in Lombardia.
Situato nell'Isola bergamasca dista circa 16 chilometri a ovest dal capoluogo orobico.

## Storia
I primi insediamenti stabili di una certa consistenza presenti sul territorio comunale risalgono all'epoca romana, quando nelle vicinanze era posta un'importante via di comunicazione utilizzata sia in ambito militare che in quello commerciale.
Si pensa inoltre che in tale periodo il paese fosse inserito nel pagus fortunensis, al pari degli altri borghi dell'isola.
Tuttavia per aspettare il primo documento che attesti con certezza l'esistenza del toponimo, bisogna aspettare fino al 917, quando Medolago, menzionato come castrum, venne inserito nel Sacro Romano Impero, in cui i reggenti inserirono il feudalesimo.
L'etimologia del nome del paese sembra derivare dalla sua attuale collocazione in posizione centrale all'antico lago Gerundo, prosciugato nel periodo medievale, da cui il nome latino medio-lacus e la modernizzazione Medolago. In alternativa potrebbe trattarsi di un toponimo longobardo da lagar, originato da una locuzione germanica del tipo *midjǭ-lagar, ovvero "l'accampamento posto nel mezzo".
Inizialmente affidato alla gestione del vescovo di Bergamo, Medolago venne quindi interessato dalle lotte tra le fazioni guelfe e ghibelline, che imperversarono in tutta la provincia bergamasca.
In tal senso sul territorio comunale sorsero numerose fortificazioni difensive, tra cui anche un castello circondato di fossato, costruito in forma associata tra numerose personalità del borgo.
Il potere tuttavia era detenuto dalla famiglia dei Medolago Albani che spesso si dovette guardare dagli attacchi esterni, dovuti per lo più alla vicinanza con la roccaforte di Trezzo sull'Adda. In tal senso imponente fu la devastazione compiuta da Bernabò Visconti nel 1377, che colpì anche il vicino borgo di Solza.
La situazione ritornò alla tranquillità a partire dal 1428 quando, unitamente al resto della provincia bergamasca, venne posto sotto il dominio della Repubblica di Venezia, la quale emanò una serie di provvedimenti volti a migliorare la situazione sociale ed economica.
Un sussulto si ebbe nel 1509 quando l'esercito francese, capitanato da Carlo d'Amboise, irruppe sul territorio e provocò una carneficina tra la popolazione, rea di aver opposto resistenza al tentativo d'invasione.
Da quel momento pochi furono gli avvenimenti degni di nota per il paese, che seguì le sorti del resto della provincia, passando alla Repubblica Cisalpina nel 1797, al Regno Lombardo-Veneto nel 1815, ed infine al neonato Regno d'Italia nel 1859, con il quale ottenne anche l'autonomia amministrativa.
Tale autonomia venne revocata nel 1928 quando venne fuso con il vicino comune di Solza, formando il nuovo comune di Riviera d'Adda, con sede comunale posta nel vicino paese. Soltanto nel 1970 i due paesi riacquisirono l'autonomia.

### Simboli
Lo stemma e il gonfalone del comune di Medolago sono stati concessi con decreto del presidente della Repubblica del 25 novembre 2019.
(D.P.R. 25.11.2019)
Il gonfalone è un drappo d'azzurro.

## Monumenti e luoghi d'interesse

### Architetture religiose
Chiesa parrocchiale di Santa Maria Assunta
In ambito religioso riveste grande importanza la chiesa parrocchiale di Santa Maria Assunta. Edificata nel 1743 e più volte soggetta a rifacimenti, presenta al proprio interno opere di buon pregio, tra cui spicca un'immagine dell'Immacolata e l'organo costruito dalla ditta organaria Giudici e Compagno nel 1859, composto da una tastiera, 35 registri a manetta "alla lombarda", e con circa 1343 canne.
Chiesetta degli alpini
La chiesetta degli alpini, sita al di fuori dal centro abitato e recentemente restaurata da volontari, ha una storia che risale al XV secolo.

### Architetture civili
Palazzo Medolago Albani
Un edificio di grande richiamo, sia artistico che storico, è il Palazzo Medolago Albani. Di proprietà dell'omonima famiglia, a lungo legata alle vicende del paese tanto da assumerne il nome, è ancora circondato da un fossato che ne indica l'antico utilizzo come castello, indice dell'importanza che Medolago aveva in epoca medievale.

## Società

### Evoluzione demografica
Abitanti censiti

## Geografia antropica
Secondo lo Statuto comunale, la circoscrizione comunale è costituita dai conglomerati urbani (località) di S. Protasio, Torre, Cascina Grandone e Adda. Non sono presenti frazioni nel territorio comunale.